# Байт-код
Байт-код або байтко́д (англ. byte-code), іноді також використовується термін псевдокод (не плутати з неформальним записом алгоритму) — машинонезалежний код низького рівня, що генерується транслятором і виконується інтерпретатором. Більшість інструкцій байт-коду еквівалентні одній або кільком командам Асемблера. Трансляція в байт-код займає проміжне положення між компіляцією в машинний код і інтерпретацією.
Байт-код називається так тому, що довжина кожного коду операції — один байт, але довжина коду команди різна. Кожна інструкція є однобайтовим кодом операції від 0 до 255, за яким розташовані такі параметри, як регістри або адреси пам'яті. Це в типовому випадку, але специфікація байт-коду значно відрізняється в мовах програмування.
Програма на байт-коді зазвичай виконується інтерпретатором байт-коду (його ще називають віртуальною машиною, оскільки він подібний до комп'ютера). Перевага — в портативності, тобто один і той самий байт-код може виконуватися на різних платформах і архітектурі — цю перевагу мають всі мови, що інтерпретуються. Проте, оскільки байт-код зазвичай є менш абстрактним, компактним і більш «комп'ютерним» ніж початковий код, ефективність байт-коду зазвичай вища, ніж чиста інтерпретація початкового коду, призначеного для правки людиною. З цієї причини багато сучасних інтерпретованих мов насправді транслюють в байт-код і запускають інтерпретатор байт-коду. До таких мов відносяться Perl, PHP і Python. Програми на Java зазвичай передаються на цільову машину у вигляді байт-коду, який перед виконання транслюється в машинний код «на льоту» — за допомогою JIT-компіляції. У стандарті відкритих завантажувачів Open Firmware фірми Sun Microsystems байт-код представляє оператори мови Forth.
Водночас можливе створення процесорів, для яких цей байт-код є безпосередньо машинним кодом (такі процесори існують, наприклад, для Java і Forth).
Також деякий інтерес представляє p-код (p-code), який схожий на байт-код, але фізично може бути менш лаконічним і сильно варіюватися по довжині інструкції. Він працює на дуже високому рівні, наприклад «надрукувати рядок» або «очистити екран». P-код використовується в деяких реалізаціях BASIC і Паскаля.

## Мови та середовища програмування, що використовують байт-код
Неповний перелік:
- Байт-код Java виконується віртуальною машиною Java (Java Virtual Machine).
- Smalltalk
- Python
- Віртуальна машина Parrot virtual machine
- Платформа Microsoft .NET використовує Intermediate Language (IL), що виконується за допомогою Common Language Runtime (CLR). Дивись Керований код.
- PHP
- Forth
- EiffelStudio для мови програмування Eiffel
- Objective Caml
- Erlang

## Приклади

### Python
Код:
```
>>>
 
print
(
"Hello, World!"
)

Hello
,
 
World
!

```

Байт-код:
```
>>>
 
import
 
dis
 
#імпортуємо модуль "dis" - дизасамблер, перетворює байт-код Python на його мнемоніки

>>>
 
dis
.
dis
(
'print("Hello, World!")'
)

  
1
           
0
 
LOAD_NAME
                
0
 
(
print
)

              
2
 
LOAD_CONST
               
0
 
(
'Hello, World!'
)

              
4
 
CALL_FUNCTION
            
1

              
6
 
RETURN_VALUE

```

### Java
Код:
```
outer
:

for
 
(
int
 
i
 
=
 
2
;
 
i
 
<
 
1000
;
 
i
++
)
 
{

    
for
 
(
int
 
j
 
=
 
2
;
 
j
 
<
 
i
;
 
j
++
)
 
{

        
if
 
(
i
 
%
 
j
 
==
 
0
)

            
continue
 
outer
;

    
}

    
System
.
out
.
println
 
(
i
);

}

```

Байт-код:
```
 0:   iconst_2
 1:   istore_1
 2:   iload_1
 3:   sipush  1000
 6:   if_icmpge       44
 9:   iconst_2
 10:  istore_2
 11:  iload_2
 12:  iload_1
 13:  if_icmpge       31
 16:  iload_1
 17:  iload_2
 18:  irem
 19:  ifne    25
 22:  goto    38
 25:  iinc    2, 1
 28:  goto    11
 31:  getstatic       #84; //Field java/lang/System.out:Ljava/io/PrintStream;
 34:  iload_1
 35:  invokevirtual   #85; //Method java/io/PrintStream.println:(I)V
 38:  iinc    1, 1
 41:  goto    2
 44:  return
```